# Carter Tanton
Carter Tanton je americký hudebník. Své první album nazvané Birds & Rain vydal v roce 2005 a později vystupoval například jako člen doprovodné skupiny zpěvačky Marissy Nadler. V roce 2011 vydal své druhé sólové album Freeclouds a následně hrál se skupinou Lower Dens, se kterou nahrál její druhé album Nootropics. Od roku 2012 je členem skupiny Luxury Liners, se kterou v roce 2013 vydal album They're Flowers.